# Carola Timm

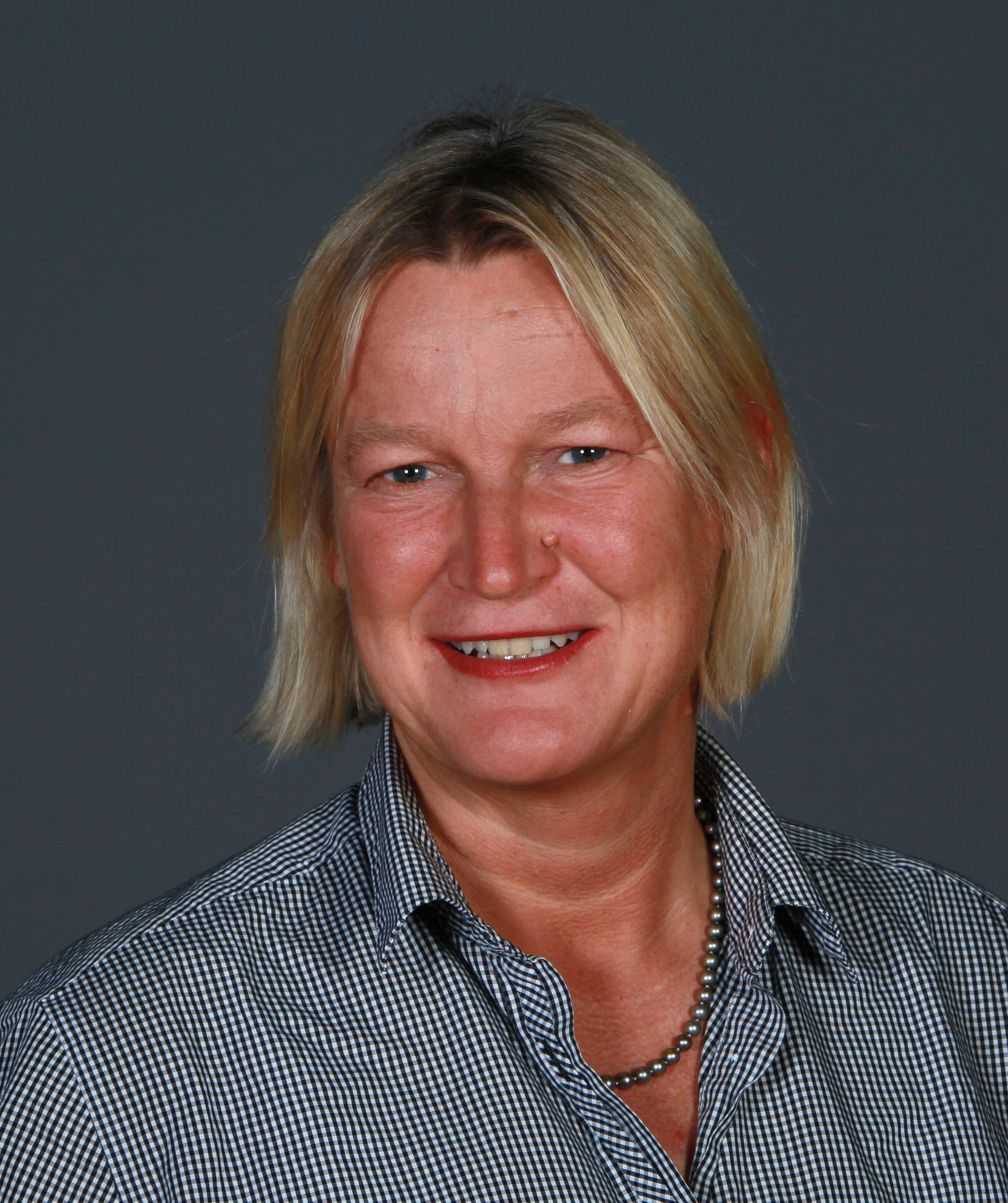
Carola Timm (2018)

Carola Timm (* 6. Mai 1969 in Hamburg) ist eine Politikerin der Partei Bündnis 90/Die Grünen Hamburg und war Mitglied der Hamburgischen Bürgerschaft.

## Leben und Beruf
Carola Timm studierte Jura und Journalistik. 1999 schloss sie ihre Promotion zum Thema Meinungsfreiheit und Persönlichkeitsschutz im Rechtsvergleich mit den USA ab.
Carola Timm arbeitet als Juristin in der Verwaltung der Stadt Hamburg. Sie ist verheiratet und lebt in Bergedorf.

## Politik
Seit 2007 ist Carola Timm in verschiedenen Funktionen bei den Hamburger Grünen aktiv. Sie war unter anderem im Landesvorstand und Kreisvorsitzende in Bergedorf.
Bei der Bürgerschaftswahl 2015 kandidierte sie auf dem Listenplatz 2 in Bergedorf und auf Platz 27 der Landesliste. Nachdem Jens Kerstan zum Senator im rot-grünen Senat berufen worden war, rückte Timm im April 2015 für ihn in die Bürgerschaft nach. Dort amtierte sie als Sprecherin für Wissenschaft, Justiz und Datenschutz in der Grünen-Bürgerschaftsfraktion. Sie war Mitglied in den Ausschüssen für Justiz und Datenschutz und für Wissenschaft und Gleichstellung sowie in der Kommission nach Art. 10 GG.
Bei der Bürgerschaftswahl 2020 trat sie aus beruflichen Gründen nicht mehr an.